# Mleczaj śliski

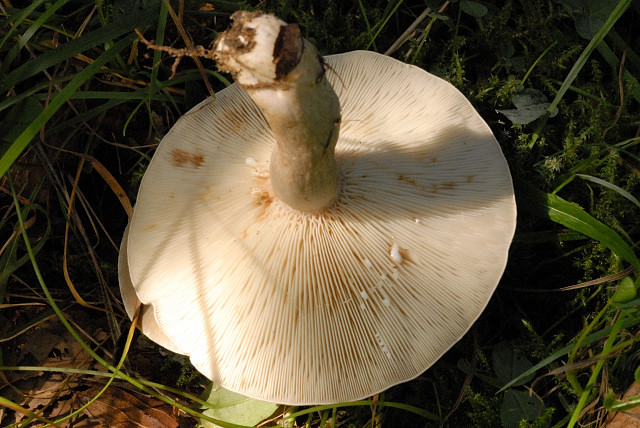

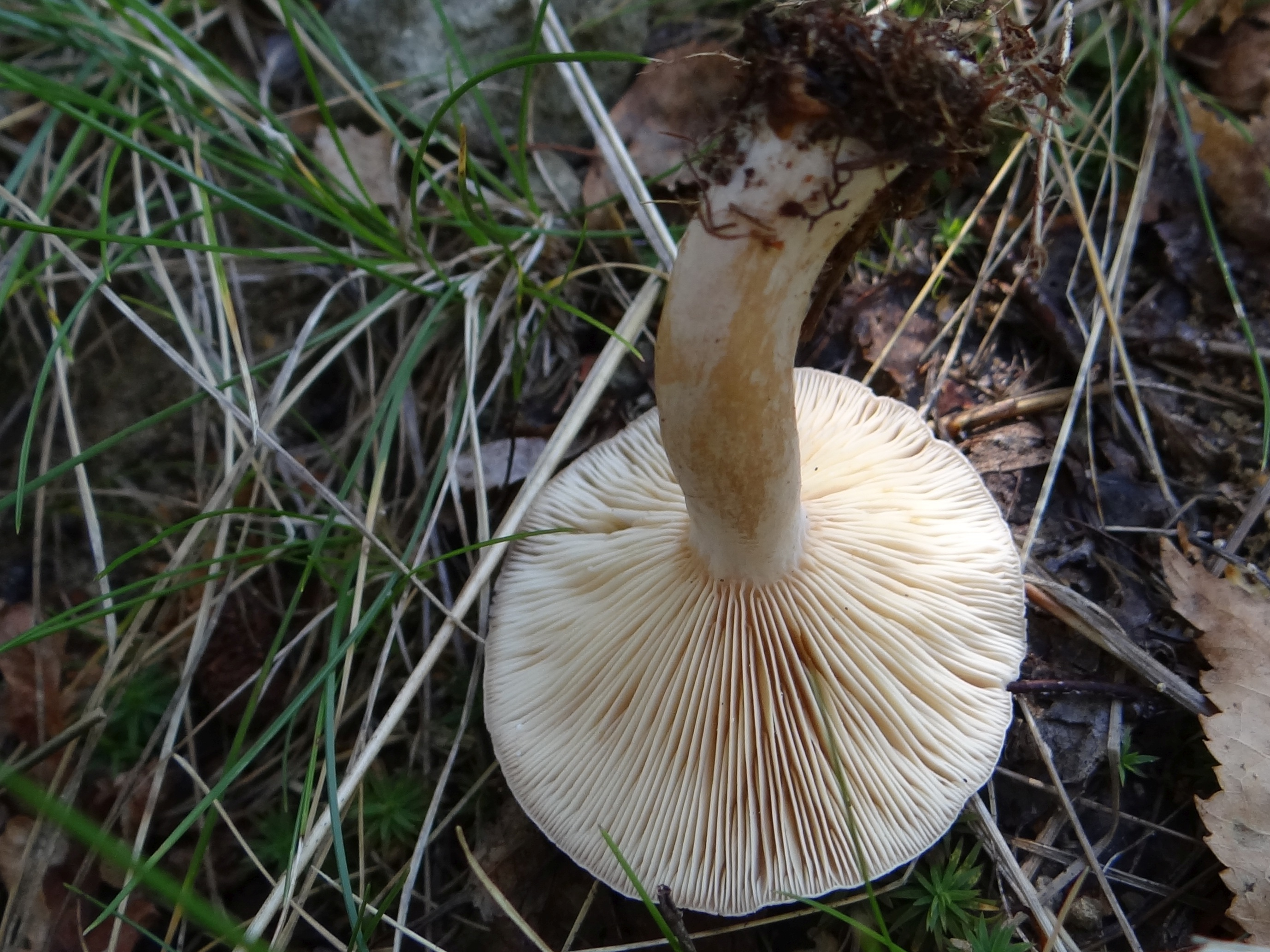

Mleczaj wygięty (Lactarius fluens Boud.) – gatunek grzybów należący do rodziny gołąbkowatych (Russulaceae).

## Systematyka i nazewnictwo
Pozycja w klasyfikacji według Index Fungorum: Lactarius, Russulaceae, Russulales, Incertae sedis, Agaricomycetes, Agaricomycotina, Basidiomycota, Fungi.
Po raz pierwszy opisał go w 1899 r. Jean Louis Émile Boudier i nadana przez niego nazwa naukowa jest aktualna. Ma 2 synonimy:
- Lactarius blennius f. albidopallens J.E. Lange ex Bon 1985
- Lactarius blennius var. fluens (Boud.) Krieglst. 1999[2].

Polską nazwę nadała Alina Skirgiełło w 1998 r.

## Morfologia
Kapelusz
Średnica 4–3 cm, początkowo niemal płaski, potem silnie wklęsły z niewielkim garbkiem. Powierzchnia śluzowato-lepka, oliwkowa lub szarozielonawa, zwykle koncentrycznie strefowana, czasami na środku czerwonobrązowa z zielonym odcieniem, przy brzegu bardziej ochrowa, a nawet biaława, w stanie suchym nieco błyszcząca, czasami z brązowymi kłaczkami.
Blaszki
Gęste z blaszeczkami, przyrośnięte lub nieco zbiegające, przy brzegu kapelusza zaokrąglone, czasem przy trzonie rozwidlone, początkowo jasnokremowe, potem jasnoochrowe.
Trzon
O wysokości 2,5–9 cm i grubości 0,9–3,5 cm, cylindryczny, czasami nieco cieńszy u podstawy, początkowo pełny, potem watowaty i pusty. Powierzchnia biaława, nieco szarorudawo nabiegła, gładka, podczas wilgotnej pogody lepka.
Miąższ
Gruby, elastyczny, o barwie od białawej do słabo szarawej, o słabym owocowym zapachu i ostrym smaku.
Cechy mikroskopowe
Zarodniki 7,5-9,6 × 6,5-7,5, szeroko owalne, brodawkowate. Brodawki liczne i gęste, połączone mniej więcej równoległymi paciorkowatymi grzebieniami. Podstawki 40-41 × 8-9 µm. Na bokach i ostrzach blaszek występują wąsko wrzecionowate cystydy o wymiarach 45-70 × 6-10 µm.
Gatunki podobne
Najbardziej podobny jest mleczaj śluzowaty (Lactarius blennius). Ważnymi cechami mleczaja śliskiego są: wygląd blaszek i odległości między nimi, ich kremowocielista barwa, wysmukły kształt owocników i ciemniejszy wysyp zarodników. Podobny jest także mleczaj wygięty (Lactarius flexuosus).

## Występowanie i siedlisko
Znane są jego stanowiska tylko w Europie. W Polsce W. Wojewoda w 2003 r. przytoczył trzy stanowiska z uwagą, że jego rozprzestrzenienie i stopień zagrożenia nie są znane.
Naziemny grzyb mykoryzowy. Występuje w lasach liściastych i mieszanych pod grabami i bukami.